# アジア大学野球選手権大会
BFA アジア大学野球選手権大会（ビーエフエー アジアだいがくやきゅうせんしゅけんたいかい、英語：BFA Asian University Baseball Championship）は、アジア野球連盟（BFA）主催により開催される予定の、アジア地域の大学生年代の選手による国別対抗の野球の国際大会である。
第1回大会は、当初2020年8月に開催予定だったが、新型コロナウイルス感染症の影響により2度延期された。

## 歴代大会結果
| 回 | 開催期間 | 開催地 | メダリスト | メダリスト | メダリスト |
| 回 | 開催期間 | 開催地 | 優勝       | 準優勝     | 3位        |
| -- | -------- | ------ | ---------- | ---------- | ---------- |
| 1  | 2023年   | 西安   | 不明の旗   | 不明の旗   | 不明の旗   |